# Phtheochroa chaunax
Phtheochroa chaunax (лат.) — вид бабочек-листовёрток рода Phtheochroa из подсемейства Tortricinae.

## Распространение
Мексика, Jalisco.

## Описание
Размах крыльев около 2 см. Основная окраска землистая. Сходен с видом Phtheochroa loricata. Ункус мужских гениталий расширен субтерминально. Все жилки переднего крыла раздельные. В заднем крыле жилки R и M1 отходят раздельно. Вальва гениталий самцов длинная с дистальным отростком; эдеагус прямой, простой формы; ункус развит. Валидность видового статуса была подтверждена в 1994 году в ходе ревизии неотропических представителей рода, проведённой польским лепидоптерологом Йозефом Разовским (Józef Razowski; Institute of Systematics and Evolution of Animals, Polska Akademia Nauk, Краков, Польша)